# جيري وارد (سياسي)
جيري وارد (بالإنجليزية: Jerry Ward)‏ هو شخصية أعمال وسياسي أمريكي، ولد في 19 يوليو 1948. حزبياً، نشط في الحزب الجمهوري. وقد انتخب عضو مجلس ولاية ألاسكا.